# شوری‌شیب
در اقیانوس‌شناسی، شوری‌شیب یا هالوکلاین (به انگلیسی: Halocline)، (از ریشه زبان یونانی، هالو (halo) یعنی نمک و کلاینین (klinein) به‌معنی شیب) یک زیرمجموعه شیمیایی است که از طریق یک شیب قوی و عمودی شوری در یک آب ایجاد می‌شود. از آنجایی که شور (در ترکیب با درجه حرارت) بر چگالی آب دریا تأثیر می گذارد، می‌تواند در لایه‌بندی عمودی آن نقش داشته باشد. افزایش شوری با یک کیلوگرم بر مترمکعب باعث افزایش چگالی آب دریا حدود ۰/۷ کیلوگرم بر متر مکعب می‌شود.
در محدوده عرض، بیش از حد تبخیر بیش از حد منجر به آب‌های سطحی بیشتر از آب‌های عمیق می‌شود. در چنین مناطق، طبقه‌بندی عمودی به دلیل آب‌های سطحی گرمتر از آب‌های عمیق است و هالکلین بی‌ثبات است. چنین مناطقی ممکن است مستعد ابتلا به نمک نمکی باشند؛ فرایندی که منجر به مخلوط ترجیحی شوری می‌شود.
در برخی مناطق بلند پرواز (مانند اقیانوس اطلس، دریای برینگ و اقیانوس جنوبی) آب‌های سطحی در واقع از آب‌های عمیق‌تر سردتر هستند و شوری‌شیب مسئول حفظ استحکام ستون آب است و آب‌های سطحی را از آب‌های عمیق جدا می‌کند. در این مناطق، شوری‌شیب در اجازه دادن به تشکیل یخ دریا و جلوگیری از فرار دی‌اکسیدکربن به اتمسفر مهم است.
شوری‌شیب همچنین در فوروردها و دره‌های مجزا که در آن آب شیرین در سطح اقیانوس قرار دارد، یافت می‌شود.

## توصیف

نمودار درجه حرارت و شوری در اقیانوس اطلس در ۸۵,۱۸ شمالی و ۱۱۷,۲۸ شرقی از تاریخ ۱ ژانویهٔ ۲۰۱۰ میلادی.

در توصیف این طرح، می‌توان سه لایه را تشخیص داد:
- حدود ۵۰ متر از آب شوری کم «شنا» در بالای اقیانوس. درجه حرارت -۱٫۸ درجه سانتیگراد است که بسیار نزدیک به نقطه ی انجماد است. این لایه انتقال حرارت را از سطوح گرمتر و عمیق‌تر به یخ دریا متوقف می‌کند که اثر قابل توجهی بر ضخامت آن دارد.
- حدود ۱۵۰ متر از شوری در حال رشد و افزایش دما. این هالکلین واقعی است.
- لایه عمیق با تقریباً ثابت شوری و به آرامی کاهش دما.

شوری‌شیب را می‌توان به راحتی ایجاد و مشاهده کرد در یک شیشه آشامیدنی و یا دیگر کشتی‌های روشن است. اگر آب شیرین به آرامی به مقدار آب نمکی ریخته شود، با استفاده از یک قاشق به صورت افقی در سطح آب برای جلوگیری از مخلوط کردن، یک لایه رابط رنگی، شوری‌شیب، به زودی قابل مشاهده خواهد بود به دلیل شاخص ریزش مجدد در سراسر مرز.
شوری‌شیب اغلب با دماشیب (ترموکلاین) اشتباه گرفته می‌شود - یک ترموکلاین یک ناحیه درون یک آب است که تغییرات شدید در دما را نشان می دهد.
شوری‌شیب در غارهای آهکی پر از آب در نزدیکی اقیانوس رایج است. آب شیرین تر از زمین، لایه‌ای از آب نمکی از اقیانوس را تشکیل می دهد. برای کاوشگران غار زیر آب، این می‌تواند توهم نوری فضای هوایی در غارها باشد. گذر از طریق شوری‌شیب، لایه‌ها را لایه می‌کند.

## انواع کلاین‌ها
- دماشیب (ترموکلاین) - یک کلاینت بر اساس تفاوت دما در آب،
- شیمیوکلاین (Chemocline) - یک کلاینت مبتنی بر تفاوت ترکیب شیمیایی آب،
- چگالی‌شیب (Pycnocline) - یک کلاینت مبتنی بر تفاوت در چگالی آب.